# ابغرويية (دهسرد)
ابغرويية (بالفارسية: ابگروییه) هي قرية تقع في إيران في قسم دهسرد الريفي. يقدر عدد سكانها بـ 31 نسمة بحسب إحصاء 2016.